# 夏侯楙
夏侯 楙（かこう ぼう/かこう も、生没年不詳）は、中国三国時代の武将・政治家。字は子林。父は夏侯惇。兄は夏侯充。弟は夏侯子臧・夏侯子江・他数名。妻は曹操の娘（清河長公主）。『三国志』魏志「諸夏侯曹伝」に記述がある。

## 生涯
父が曹操時代からの功臣であったため、清河長公主を娶ることを許され重用された。父の爵位を継承したのは兄であったが、夏侯楙は父の生前時から既に別の爵位を得ていた。魏建国後は、侍中・尚書・安西将軍・鎮東将軍を歴任した。
以下の記述は、裴松之が注に引用する『魏略』による。
219年従父の夏侯淵が戦死すると、その後任として長安付近に駐屯した。翌220年、曹丕（魏の文帝）が禅譲により即位すると、安西将軍・持節に任じられ、関中の軍勢を指揮することを任された。
夏侯楙は生まれつき武略に欠けており、金儲けが好きであった。228年、蜀漢の諸葛亮が北伐を行なった際、魏延は夏侯楙が臆病であるとの評判を聞いたため、諸葛亮に長安を急襲することを提案したが却下された（「魏延伝」注より）。曹叡（明帝）が蜀に備えるため西方へ遠征すると、夏侯楙の性格について奏上する者がいたため、曹叡は夏侯楙を洛陽に呼び戻し尚書とした。
夏侯楙は関中にいた頃、多くの娼妓を囲っていたため、妻と仲が悪くなった。後に夏侯楙は、弟の夏侯子臧・夏侯子江らの礼に外れた振る舞いを何度も叱責した。しかし、処分を恐れた弟たちが夏侯楙の罪を偽装して、彼の妻に罪状を上奏させたので、夏侯楙は逮捕されてしまった。曹叡が彼を処刑しようとすると、段黙が｢これは清河長公主と夏侯楙の仲が悪かったことから生まれた誣告でしょう。また伏波将軍（夏侯惇）は先帝（曹丕）と天下を平定するのに功績があったお方ですから、特に恩を与えるべきです」と弁護したため、何とか曹叡の気持ちが収まり、処刑を免れた。

## 演義
小説『三国志演義』では、字が子休と正史と異なる設定である。夏侯淵の子で夏侯惇の養子となっており、何の能力も無い暗愚な武将として描かれている。正史と同様に金儲けが趣味であることにされ、その無能で気位の高い所を、敵から様々に利用される役回りとなっている。蜀の趙雲や魏延から「臆病で策無しの男」と酷評されたこともあってか、諸葛亮が北伐を開始すると自ら進んで総大将となり、程武や韓徳といった諸将を率いて諸葛亮と対戦するが、一度は趙雲を追い込んだもののいいようにあしらわれた上で、王平に捕らえられてしまう（鳳鳴山の戦い）。捕虜になっている最中も諸葛亮の策にかかり、姜維を蜀に寝返らせるきっかけを作っている。最後は馬遵と共に羌族の土地へ逃げ、それ以降は魏に帰らないことになっている。
また後に司馬懿が曹叡に対し、夏侯淵の子達（覇・威・和・恵）を従軍させたいと言った時に、曹叡が「その者達は胡（えびす、この際は羌を指す）に逃亡して戻らぬ夏侯楙将軍と比べてどうなのか」と質す場面がある。